# ديكي ساساكي
ديكي ساساكي (باليابانية: 佐々木大樹؛ بالكانا: ささき だいき) هو سائق سباق ياباني، ولد في 15 أكتوبر 1991 في سايتاما في اليابان.